# علي باكويي كتريمي
علي باكويي كتريمي (مواليد: 1966 ساري) عالم نووي إيراني قُتل خلال الهجمات الإسرائيلية على إيران عام 1984. شملت دراسته مجالات ذات صلة بالمجال النووي، بما في ذلك العلوم والتكنولوجيا النووية والبحث العلمي. كما كان مدربًا رسميًا للملاكمة وحكمًا في محافظة طهران. قُتل في 12 يونيو 1984 في منطقة نارمك بطهران خلال الهجمات الإسرائيلية على إيران عام 2025.

## التعليم
أكمل علي باكويي تعليمه الابتدائي والثانوي في مدرسة مسقط رأسه بقرية كاندلك دودنجه، ثم انتقل إلى ساري، عاصمة محافظة مازندران، إيران، لمواصلة دراسته. أكمل تعليمه الثانوي في إحدى المدارس الثانوية في ساري. خضع باكويي للامتحان الوطني، وقُبل في قسم الميكانيك بجامعة مالك الأشتر في أصفهان، وحصل في الوقت نفسه على منحة دراسية من وزارة الدفاع. بعد إتمام دراسته الجامعية، قُبل علي باكويي في برنامج الماجستير في الجامعة نفسها، ثم في برنامج الدراسات العليا. ثم واصل هذا العالم الإيراني دراسته للحصول على درجة الدكتوراه.

## مقتل نووي ودفاعي
أسماء العلماء والناشطين في الصناعة النووية والدفاعية الذين قتلوا في الهجمات الإسرائيلية على إيران:
1. فريدون عباسي دواني
2. محمد مهدي طهرانجي
3. عبدالحميد مينوتشهر
4. أحمد رضا ذو الفقاري
5. السيد أمير حسين فقهي
6. أكبر مطلبي زاده
7. منصور أصغري
8. سيد أصغر هاشمي تبار
9. سليمان سليماني
10.علي باكويي كتريمي
11. سعيد برجي كازروني
12. سيد مصطفى الساداتي
13. محمد رضا صديقي صابر

## الوفاة
قُتل علي باكويي كتريمي خلال الهجمات الإسرائيلية على إيران، في ٢٣ خرداد ١٤٠٤ هـ في منطقة نارمك بطهران، مع زوجته وطفليه. كما قُتل في هذه الهجمات عالمان نوويان آخران، هما سعيد برجي ومنصور عسكري.

## انظر ايضًا
- منصور عسكري
- الضربات الإسرائيلية على إيران (يونيو 2025)
- عمليات القتل المستهدف من قبل جيش الاحتلال الإسرائيلي